# 张起岩
張起巖（1285年—1353年），字梦臣，号华峰。元朝历城（今山东济南）人。
祖先為章丘人，五世祖时迁至禹城（今山东省禹城县），高祖张迪徙至历城。起巖為延佑二年（1315年）左榜进士第一名。历官侍御史。泰定时，为监察御史，與丞相倒剌沙不合。文宗时，拜礼部尚书，再转中书参议。至元年间，擔任南台御史，後入中台，再转為燕南廉访使。至正十三年（1353年）卒。

## 延伸阅读
[在维基数据编辑]
 《元史·卷182》，出自宋濂《元史》